# Kanonickie
Kanonickie (ukr. Каноницьке) – wieś na Ukrainie, w obwodzie winnickim, w rejonie barskim. Dawniej futor.